# Raionul Kreminna, Luhansk
Kreminna (în ucraineană Кремінський район, transliterat: Kreminskîi raion) este un raion în regiunea Luhansk, Ucraina. Reședința sa este orașul Kreminna.

## Demografie
Componența lingvistică a raionului Kreminna
     Ucraineană (78,73%)
     Rusă (20,82%)
     Alte limbi (0,21%)
Conform recensământului din 2001, majoritatea populației raionului Kreminna era vorbitoare de ucraineană (78,73%), existând în minoritate și vorbitori de rusă (20,82%).